# Bularan
Der Bularan (portugiesisch Ribeira Bularan, tetum Mota Bularan) ist ein osttimoresischer Fluss in der Gemeinde Viqueque, im Südosten der Insel Timor. Er verläuft östlich des Flusses Cuha.

## Verlauf
Der Bularan entspringt im Suco Caraubalo (Verwaltungsamt Viqueque) und fließt Richtung Süden. Nach dem Verlassen von Caraubalo bildet der Fluss grob die Grenze zwischen den Sucos Fatudere am Ostufer und Maluru, bevor er etwas nach Maluru hineinversetzt in die Timorsee mündet. Westlich liegt der Ort Bibiluto.